# Linia kolejowa Bakov nad Jizerou – Kopidlno
Linia kolejowa Bakov nad Jizerou – Kopidlno – jednotorowa, regionalna i niezelektryfikowana linia kolejowa w Czechach. Łączy Bakov nad Jizerou i Kopidlno. Przebiegi przez terytorium dwóch krajów: środkowoczeskiego i hradeckiego.